# Harry Powlett (książę Bolton)

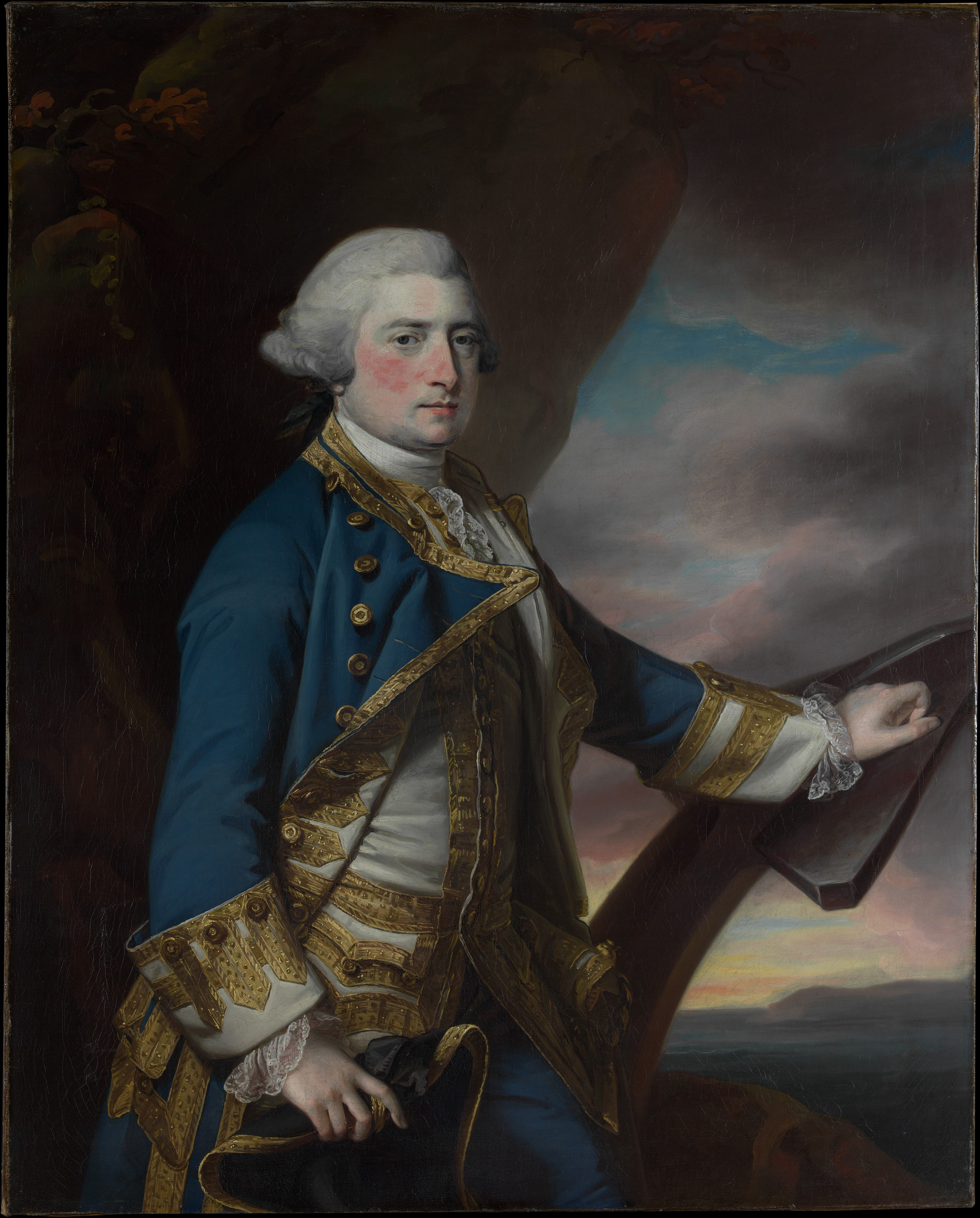
Wizerunek arystokraty

Harry Powlett (6 listopada 1720 – 25 grudnia 1794) – brytyjski arystokrata, wojskowy i polityk, młodszy syn Henry'ego Powletta, 4. księcia Bolton i Catharine Parry, córki Francisa Parry'ego. Kształcił się w Winchester College.
Po ukończeniu nauki wstąpił do Royal Navy i piął się po szczeblach kariery. W 4 marca 1740 r. został porucznikiem na HMS Shrewsbury. Później służył na HMS Port Mahon i HMS Oxford. W 1743 r. wziął udział w oblężeniu Kartageny i został awansowany do rangi kapitana. 22 lutego 1744 r. wziął udział w bitwie pod Tulonem zakończonej klęską Royal Navy i później był świadkiem przeciwko oskarżanemu o nieudolność wiceadmirałowi Richarda Lestocka. W 1745 r. dowodził HMS Sandwich, później HMS Ruby. Dowodząc tym okrętem o mały włos nie dostałby się do niewoli francuskiej, kiedy płynął z rozkazami do admirała Martina. W 1746 r. został dowódcą HMS Exeter i służył w Indiach, pod dowództwem kontradmirała Griffina i admirała Boscawena. Brał tam udział w blokadzie portu Pondicherry.
Podczas drogi powrotnej do Anglii Powlett oskarżył Griffina o niezaatakowanie napotkanych francuskich okrętów. Griffin został uznany za winnego zaniechania i zdegradowany, ale w akcie zemsty oskarżył Powletta na Dworze królewskim. Chcąc uniknąć konsekwencji Powlett zrezygnował z czynnej służby w marynarce i zajął się karierą polityczną. Z ramienia partii wigów był członkiem Parlamentu w latach 1751–1754 (z okręgu Christchurch), 1755–1761 (z okręgu Lymington) i 1761–1765 (z okręgu Winchester). W 1765 r., po samobójczej i bezpotomnej śmierci starszego brata, Charlesa, odziedziczył tytuł księcia Bolton i miejsce w Izbie Lordów.
W międzyczasie zdążył się pogodzić z Griffinem, którego zarzuty upadły z braku dowodów. Jednocześnie wciąż uzyskiwał wyższe rangi w marynarce. W 1756 r. uzyskuje rangę kontradmirała, w 1759 r. wiceadmirała. W 1770 r. został admirałem Niebieskiego Szwadronu Royal Navy, zaś pięć lat później Szwadronu Czerwonego. Dodatkowo, 10 grudnia 1768 r. został członkiem Tajnej Rady. W latach 1782–1794 był Lordem Namiestnikiem Hampshire.
7 maja 1752 r. w Mayfair w Londynie, poślubił Mary Nunn (przed 1737 – 31 maja 1764) i miał z nią jedną córkę:
- Maria Henrietta Powlett (zm. 30 marca 1779), żona Johna Montagu, 5. hrabiego Sandwich, miała dzieci

Po śmierci pierwszej żony książę ożenił się ponownie, 8 kwietnia 1765 r. w Londynie, Katherine Lowther (ok. 1736 – 21 marca 1809), córkę Roberta Lowthera i Catherine Pennington, córki sir Josepha Penningtona, 2. baroneta. Harry i Katherine mieli razem dwie córki:
- Amelia Powlett
- Catherine Margaret Powlett (1766 – 17 czerwca 1807), żona Williama Vane, 1. księcia Cleveland, miała dzieci

Pomimo wysokich godności i licznych zaszczytów, Bolton nie był człowiekiem wielkiej inteligencji i wielkich zdolności. Zwany popularnie "kapitanem Wietrzykiem" ("Capitain Whiffle") zawdzięczał swoje zaszczyty przede wszystkim znajomością. Nie był również dobrym dowódcą, gdyż dwukrotnie stawał przed sądem wojskowym pod zarzutem niekompetencji. Horace Walpole pisał o księciu, że był głupim, brutalnym i dumnym człowiekiem, którego przydatność była problematyczna.
Książę Bolton zmarł bez męskiego potomka w 1794 r. Tytuł księcia Bolton wygasł wraz z jego śmiercią, natomiast tytuł markiza Winchester przypadł młodszej linii rodziny Pauletów.